# Seiichi Itō
Seiichi Itō (伊藤 整一, Itō Seiichi, 26 de julho de 1890 – 7 de abril de 1945) foi um almirante da Marinha Imperial Japonesa e comandante do couraçado Yamato durante sua missão final durante a Guerra do Pacífico.